# Dézsi Gábor
Dézsi Gábor (1928–2004) magyar ejtőernyős, sportoló.

## Életpálya
Az ejtőernyős ugrások mellett oktatóként szolgált.
1963-ban kísérletezett egy csúszóhevederes irányítási rendszerű emeletes ejtőernyő
elkészítésével, amelynél a kupolarész két egymás fölé helyezett "GYE-52-M" típusú mentőernyő kupolájából állt. Az ejtőernyő a kísérleti szakasznál nem jutott tovább.

## Sportegyesületei
- Győri Repülő Klub
- Szegedi Repülő Klub

## Sporteredmények

### Magassági csúcs 6270
A Magyar Önkéntes Honvédelmi Szövetség hét ejtőernyős sportolója 1955 májusában rekord kísérletet hajtottak végre. Rónai Mihály csapatkapitány, Tóth Jenő, Pruha József, Dézsi Gábor, Magyar Miklós, Gyulai György és Hollósi Lajos a Malév utasszállító gépének segítségével Kapitány István pilóta rekordmagasságba emelkedett. A sportolók mindegyike eddig több mint háromszáz zuhanóugrást hajtott végre. A magasságmérő készülék grafikonja 6270 métert mutat. Az ugrók 250 kilométeres sebességgel zuhantak a föld felé, áttörve a felhőréteget. Közel kétperces szabadesés után 600 méter földközelben lobbantak az ernyők. A hét ugró a Szovjetunió után a világ második legjobb csoportos eredményét érte el.

## Írásai
- A Repülésben jelent meg az Az ejtőernyős alapkörök kiképzéséről című írása.
- Selyemszárnyakon (Ismerkedés az ejtőernyőzéssel) - Aradi András, Bácskai Györgyi, Csomós Vera, Dékán István, Dézsi Gábor – 1969. Zrínyi Katonai Kiadó

## Külső hivatkozások
- Dézsi Gábor. filmintezet.hu. (Hozzáférés: 2011. december 16.)
- Dézsi Gábor. eje.hu. (Hozzáférés: 2011. december 16.)[halott link]